# Calella
Calella es un municipio y ciudad española de la comarca del Maresme. Es conocida como la capital turística de la Costa del Maresme y se caracteriza por ser una ciudad cosmopolita con un clima típico del Mediterráneo. Está situada a 50 km de Barcelona, a 50 km de Gerona y a 6 km del parque natural Montnegre-Corredor. Cuenta con una población de 20 369 habitantes (INE 2024).
La configuración de su trama urbana, con una gran zona peatonal y comercial -así como la disposición de 15 plazas, agradables espacios verdes y una gran oferta de alojamiento, hacen de Calella uno de los destinos turísticos más importantes del país.

Situación de Calella en la comarca del Maresme

Una oferta de cerca de tres kilómetros de longitud de playas y más de 180 000 m² de arena dorada y limpia, aguas intensamente azules, y zonas naturales -como el parque Dalmau, el paseo de Manuel Puigvert, el paseo de Garbí, El Faro o Las Torretes-, hacen de Calella una ciudad dinámica, moderna y acogedora, que permite disfrutar al visitante de un destino con una singularidad propia.
Desde hace unos años, se ha iniciado un proceso ambicioso: convertirse en una ciudad de referencia en el turismo deportivo, de salud, cultural y familiar. La clara apuesta de la población por el deporte y la cultura se demuestra en una amplia oferta de actividades deportivas, culturales, artísticas, lúdicas y familiares promovidas por el Ayuntamiento, así como en la gran variedad de instalaciones y disciplinas deportivas que se pueden practicar en la ciudad. 

Desde enero de 2016 Calella cuenta con el Museo del Turismo, una propuesta museística única en el mundo que tiene como objetivo mostrar de manera atractiva, didáctica y participativa, la historia del turismo y sus efectos socioculturales y económicos a nivel global.

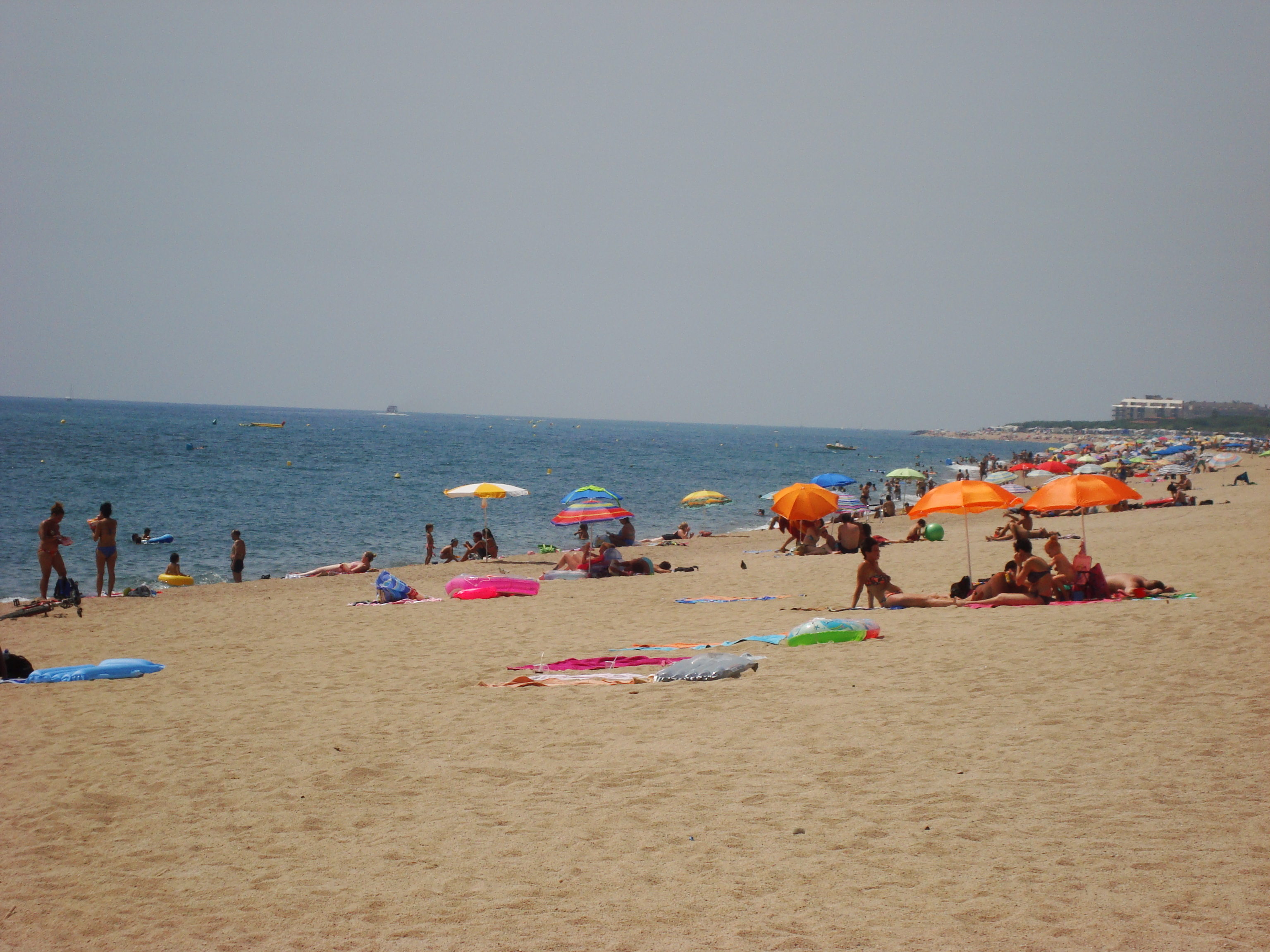
Playa de Calella

Calella es una ciudad con casi 650 años de historia. Ha sido, y es hoy en día, una ciudad abierta al mar y a la montaña, celosa de su historia, de un pasado rico en hechos y siempre abierta a la catalanidad, que se ha convertido, con el paso de los años, una comunidad receptora de personas recién llegadas de muchos países, culturalmente diferentes, pero con una gran riqueza personal y colectiva.
En los años 1970 y hasta la mitad de los años 1990, fue un destino turístico muy importante para el turismo centroeuropeo (especialmente, alemán, neerlandés, danés, inglés y francés), siendo conocida popularmente como Calella de los Alemanes, llegándose a triplicar su población en la temporada alta de turismo (que coincide con el final de la primavera, el verano y el principio del otoño). Actualmente se ha ampliado la variedad turística, llegando a recibir visitantes de prácticamente todos los continentes.
La playa de Calella, la calle Iglesia y la rambla del Capaspre constituyen los puntos de mayor atracción turística por su centralidad comercial y de ocio.
Otros lugares de interés son: 
- El faro, construido el 1859.
- Las Torretes, antiguas torres de telégrafo, por método de banderas y palas de madera, situadas cerca del faro.
- La Pineda de Can Dalmau.
- El paseo marítimo Manuel Puigvert.
- Las plazas de la Iglesia, de Cataluña y la del Bunyol.
- El Museo Archivo, sobre la historia de Calella, con salas dedicadas a la industria textil, una a la antigua farmacia Barri y las de la pinacoteca dedicada a Lluís Gallart i Garcia.
- La Biblioteca, ubicada a la antigua casa Salvador de la plaza del Ayuntamiento.

## Geografía
Integrado en la comarca de El Maresme, se sitúa a 54 kilómetros de Barcelona. El término municipal está atravesado por la Autopista del Maresme (C-32), por la antigua carretera N-II entre los pK 666 y 668, y por una carretera local que se adentra en el Macizo del Montnegre.
El relieve del municipio está formado por la franja costera de El Maresme entre Pineda y San Pol de Mar y por las primeras elevaciones del Macizo del Montnegre, siendo el punto más elevado del territorio el Turó de la Punta de Garbí (421 metros). El pueblo se alza a 5 metros sobre el nivel del mar. 
El término municipal de Calella limita con: San Pol de Mar, Pineda y San Cipriano de Vallalta
Respecto a su término municipal:
- El norte están los cerros, con Can Carreras, perteneciente a Pineda de Mar.[8]
- Al este está el riera los Frailes, que al sur separa el núcleo urbano del barrio del Poble Nou de Pineda.[9]
- Al oeste, las colinas llegan hasta el mar formando una costa abrupta, llamada popularmente Las Rocas, y donde está el faro y las Torretes, donde tiene continuidad con San Pol de Mar.
- Al sur está su núcleo urbano que llega al oeste hasta Las Rocas . Entre el núcleo urbano y el mar está la vía del tren, los paseos marítimos Manuel Puigvert (en el centro) y el de las  Palmeras , y finalmente la playa que continúa al este con la del término municipal de Pineda.
- La Riera de Calella, procedente del nordeste del término, forma el valle de Guli; y que, en el sur y pasada la carretera, separa el antiguo casco urbano de la zona de los hoteles (al oeste), si bien esta zona de los hoteles también se ha extendido al norte de la carretera por el valle de en Guli.

| Noroeste: San Cipriano de Vallalta | Norte: Pineda         | Noreste: Pineda           |
| Oeste: San Pol de Mar              |                       | Este: Pineda              |
| Suroeste: San Pol de Mar           | Sur: Mar Mediterráneo | Sureste: Mar Mediterráneo |

## Historia

### De la Edad Antigua en elsigloXIVal nacimiento de Calella
Los primeros restos del actual municipio de Calella, que datan del siglo I a. C. y I, corresponden a una villa romana conocida como la villa del Roser, ya que se sitúan en torno al cerro con el mismo nombre, cerca del hospital de la ciudad.
No será hasta el siglo XI cuando hay datos que afirman la existencia del vecindario de Capaspre. Este pequeño núcleo se integraba en la parroquia de Pineda de Mar y dependía del señor del castillo de Montpalau. Estaba formado por un reducido número de masías situadas en lo alto del arroyo, con una capilla dedicada a San Quirico y Santa Julita.
El topónimo de Calella aparece documentado desde el principio del siglo XII. En ese momento, algunos vecinos construyeron las primeras casas de pescadores cerca de la desembocadura del arroyo. El documento más antiguo que hace referencia a Calella es el testamento del Obispo Bernat Umbert, redactado el 1101.
Otras fechas importantes para el nacimiento de la ciudad son en 1327 (cuando el vizconde Bernat II de Cabrera, señor de Montpalau, dio el privilegio de tener mercado, por feria, y la carta de población) y en 1338 (cuando se amplían los privilegios de mercado).
Estos privilegios, confirmados en 1423 por Violante de Cabrera en nombre de su marido, y en 1426 por el mismo Bernardo II de Cabrera, y el desarrollo de la pesca, favorecieron el crecimiento urbano: durante el siglo XV muchas familias campesinas del vecindario de Capaspre y de pueblos vecinos abandonan las masías y se instalan en la ciudad, que contaba con una torre de defensa y una nueva capilla dedicada a San Telmo.

### Edad Moderna
Durante el siglo XVI la ciudad fue trazando su entramado urbano y, en 1525 el Papa autoriza construir una iglesia. Tres años después, se inician las obras del templo parroquial. Mientras duraba la construcción, los calellenses recibían los sacramentos en la capilla de San Telmo, dedicada a partir del siglo XIX en San Quirico y Santa Julita. En 1564 se consagra la nueva iglesia y en 1599 Gastón de Moncada y Gralla, marqués de Aitona y vizconde de Cabrera, otorga nuevos privilegios estableciendo la organización definitiva del consejo municipal, representado por jurados y consejeros, renovables anualmente, y dividiendo los habitantes en tres clases: acomodados, menestrales y jornaleros. En la década de 1570, Abraham Ortelius cartografía por primera vez el nombre de Calella en un mapa de la península. En 1586 Calella ya contaba con un plano urbano hecho a escala.
Después de un largo período de estancamiento debido a las guerras y las epidemias que asolaron el país durante el siglo XVII, a partir de 1714, una vez acabada la guerra de Sucesión, la ciudad inicia un proceso de crecimiento demográfico y económico, pasando de los 768 habitantes en 1718 a 2.637 en 1787. Durante estos años, las tradicionales actividades agrícolas y pesqueras se vieron ampliadas con la construcción de barcos. El último tercio de siglo, gracias a la liberalización del comercio con los virreinatos hispanoamericanos, fue la época dorada del comercio ultramarino, que contribuyó decisivamente al desarrollo industrial de toda la comarca. En 1790 ya había más de 200 telares dedicados a la fabricación de medias de seda y de algodón.
A finales del siglo, nuevas calles se habían añadido al núcleo inicial, mientras los grandes ejes de desarrollo eran la calle de la Iglesia y la calle de Jovara.

### SiglosXIXyXX
A pesar de las guerras y revoluciones, la actividad industrial (textil) y el comercio transatlántico mantienen su producción. A partir de 1854 se inicia la construcción de grandes barcos y barcas de pesca. El día 1 de agosto de 1861 el tren llega oficialmente en Calella, aunque ya hacía paradas en un apeadero provisional desde 1859. La población comenzaba un periodo de crecimiento desde los 3500 habitantes en 1860 hasta los 4316 de 1900 . la causa de este crecimiento fue la instalación de las primeras fábricas movidas a vapor, que compensó la sacudida del comercio marítimo causado por la pérdida de las colonias.
Las primeras décadas del siglo XX fueron una época de esplendor para la industria de Calella, truncada por la guerra civil. La caída del sector textil fue paralela al espectacular desarrollo del turismo, sobre todo a partir de los años sesenta. Este proceso queda reflejado claramente en la demografía: un fuerte crecimiento entre 1900 y 1930, un estancamiento entre 1930 y 1960, y un crecimiento espectacular durante los años sesenta y setenta.
En los años 1970 y hasta la mitad de los años 1990, fue un destino turístico muy importante para el turismo centroeuropeo (alemán, holandés, danés, inglés, francés), y así fue conocida popularmente como Calella de los Alemanes, ya que se llega a triplicar su población en la temporada alta de turismo (que coincide con final de la primavera, el verano y el principio de otoño). Actualmente se ha ampliado la variedad turística, llegando a recibir visitantes de prácticamente todos los países de Europa.

## Demografía
Calella cuenta con una población de 20 369 habitantes (INE 2024).
| Gráfica de evolución demográfica de Calella entre 1842 y 2021                                                         |
| |
| Población de derecho según los censos de población del INE. Población de hecho según los censos de población del INE. |

Los datos anteriores proceden de la Información del Instituto de Estadística de Cataluña:
| 1497 f | 1515   | 1553   | 1717   | 1787   | 1857   | 1877   | 1887   | 1900   | 1910   |
| ------ | ------ | ------ | ------ | ------ | ------ | ------ | ------ | ------ | ------ |
| -      | -      | 93     | 768    | 2.637  | 3.529  | 3.527  | 3.813  | 4.316  | 5.054  |
| 1920   | 1930   | 1940   | 1950   | 1960   | 1970   | 1981   | 1990   | 1992   | 1994   |
| 6.195  | 7.886  | 7.956  | 7.642  | 7.947  | 9.696  | 10.751 | 11.817 | 11.463 | 11.463 |
| 1996   | 1998   | 2000   | 2002   | 2004   | 2006   | 2008   | 2010   | 2012   | 2014   |
| 11.687 | 12.187 | 13.055 | 14.530 | 16.008 | 17.673 | 18.615 | 18.625 | 18.529 | 18.307 |
| 2016   | 2018   | 2020   | 2022   | 2024   | 2026   | 2028   | 2030   | 2032   | 2034   |
| 18.317 | 18.728 | 19.277 |        |        |        |        |        |        |        |

## Administración política
| Partido político                                                       | %      | Concejales |
| ---------------------------------------------------------------------- | ------ | ---------- |
| CM                                                                     | 29,4%  | 6          |
| Esquerra Republicana de Catalunya - Acord Municipal (ERC-AM)           | 16,55% | 3          |
| Partit dels Socialistes de Catalunya - Candidatura de Progrés (PSC-CP) | 15,02% | 3          |
| EC-ARA PL                                                              | 12,9%  | 2          |
| CECP-C                                                                 | 7,56%  | 1          |
| PP                                                                     | 7,02%  | 1          |
| CUP-AMUNT                                                              | 6,01%  | 1          |

## Patrimonio

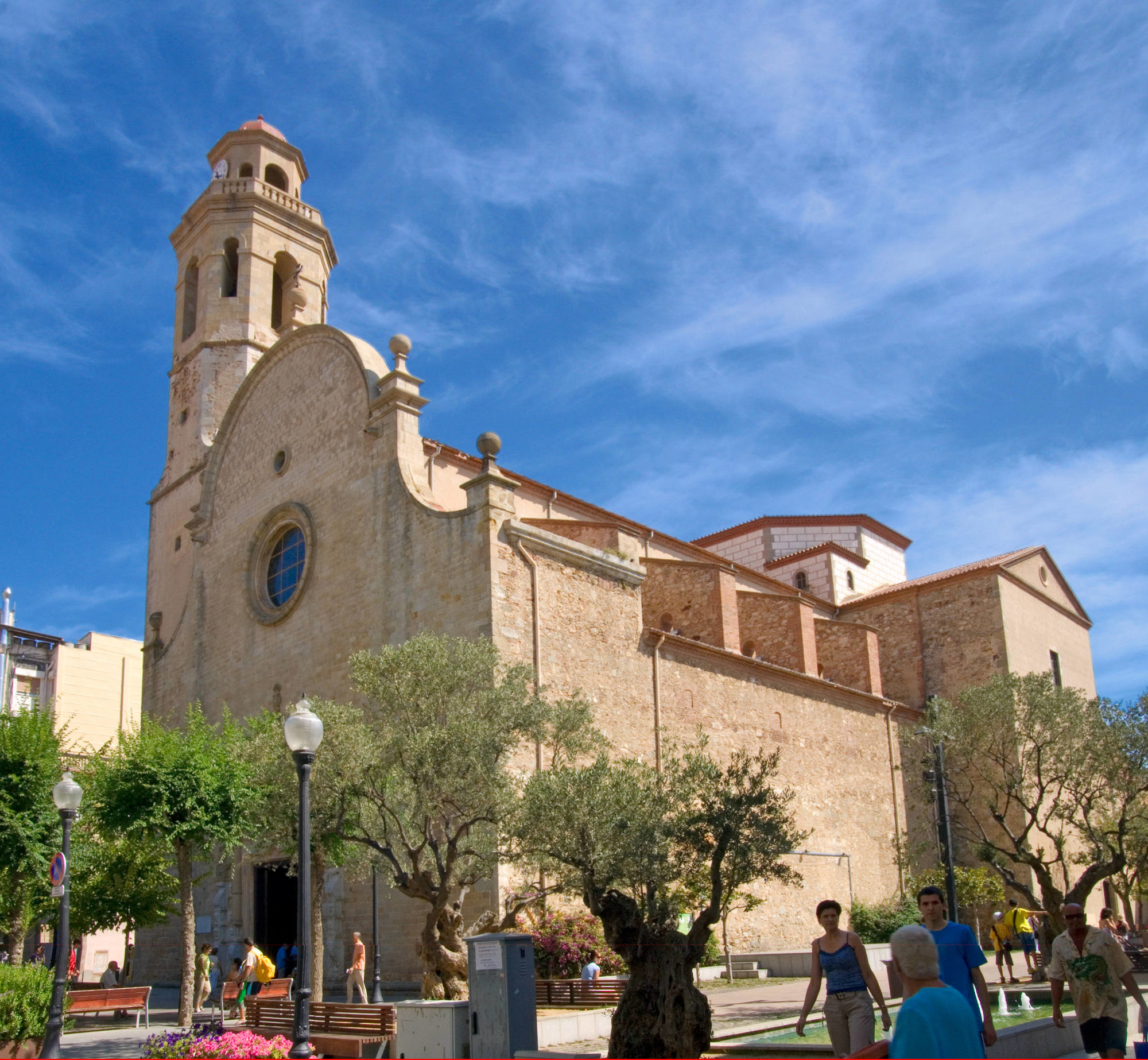
Iglesia Santa María y San Nicolás

Iglesia de Santa María y San Nicolás. El 1525 Calella obtuvo del papa Clemente VII la bula que le otorgaba el derecho a constituirse en parroquia independiente. La construcción del nuevo templo fue encomendada al maestro de obras barcelonés Pere sudar el 1539. Posteriormente la obra fue confiada al constructor Antoni Mateu, pero su muerte prematura obligó a contratar el famoso escultor y maestro de obras Jean de Tours, que murió en Calella en 1563 dejando la obra inacabada. Finalmente, se encargó la ultimación del templo a los maestros Joan Soler, calellense, y Perris Rohat, francés residente en Mataró. La nueva iglesia fue consagrada en 1564.
La portada, de estilo barroco, obra de Jean de Tours, consta de un retablo de piedra del siglo XVI, de estilo plateresco, con las cabezas de los doce apóstoles. En la hornacina hay San Nicolás de Bari, bajo cuya advocación junto con la de Santa María fue consagrada la parroquia.

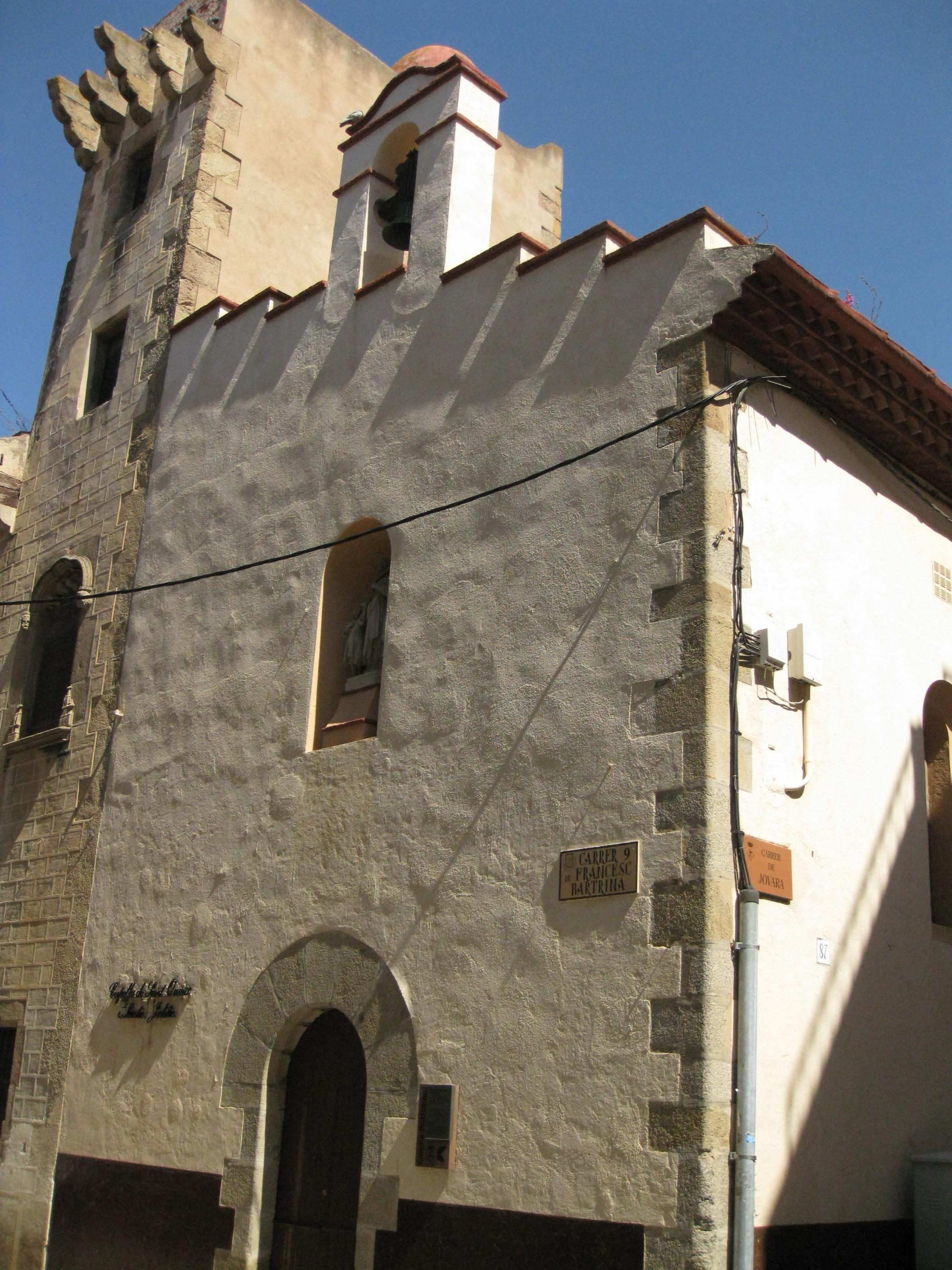
Capilla de San Quirico y Santa Julita

Capilla de San Quirico y Santa Julita. A finales del siglo XIV Calella tenía una capilla dedicada a San Telmo, cerca de la playa, que fue habilitada como parroquia en 1528, mientras se construía la nueva iglesia de Santa María y San Nicolás. En marzo de 1820, los patrones de Calella, Sant Quirze y Santa Julita, son acogidos en la capilla de Sant Elm debido al hundimiento de la ermita situada en el arroyo de Capaspre, cambiando su advocación. (Wikimedia Commons: la capilla).
Can Galceran (can Giol). Iniciada su construcción en 1430, fue agrandada en fechas posteriores mediante diferentes compras de terrenos, pudiendo considerarse la totalidad como una obra de los siglos XV y XVI. Fue la casa solariega de las estirpes de los Monet Ballester (siglo XV) y después Galceran (siglo XVII). Los elementos a destacar son la portada de medio punto, los ventanales renacentistas, el escudo hablando (un Galceran, arbusto) y el matacán sobre la puerta principal. El esgrafiado clásico imitando sillares se encuentra muy deteriorado.
Can Salvador de la Plaza. Edificio con tejado a 4 vertientes, construido en el siglo XIV. Este edificio puede ser considerada como una de las primeras que formaron el actual núcleo urbano de Calella alrededor del Mercadal. Sus elementos más destacados son su portal renacentista, la decoración de los ventanales y el matacán defensivo sobre el ángulo de la calle Bartrina, la calle que daba en el mar. Actualmente es la sede de la biblioteca municipal.

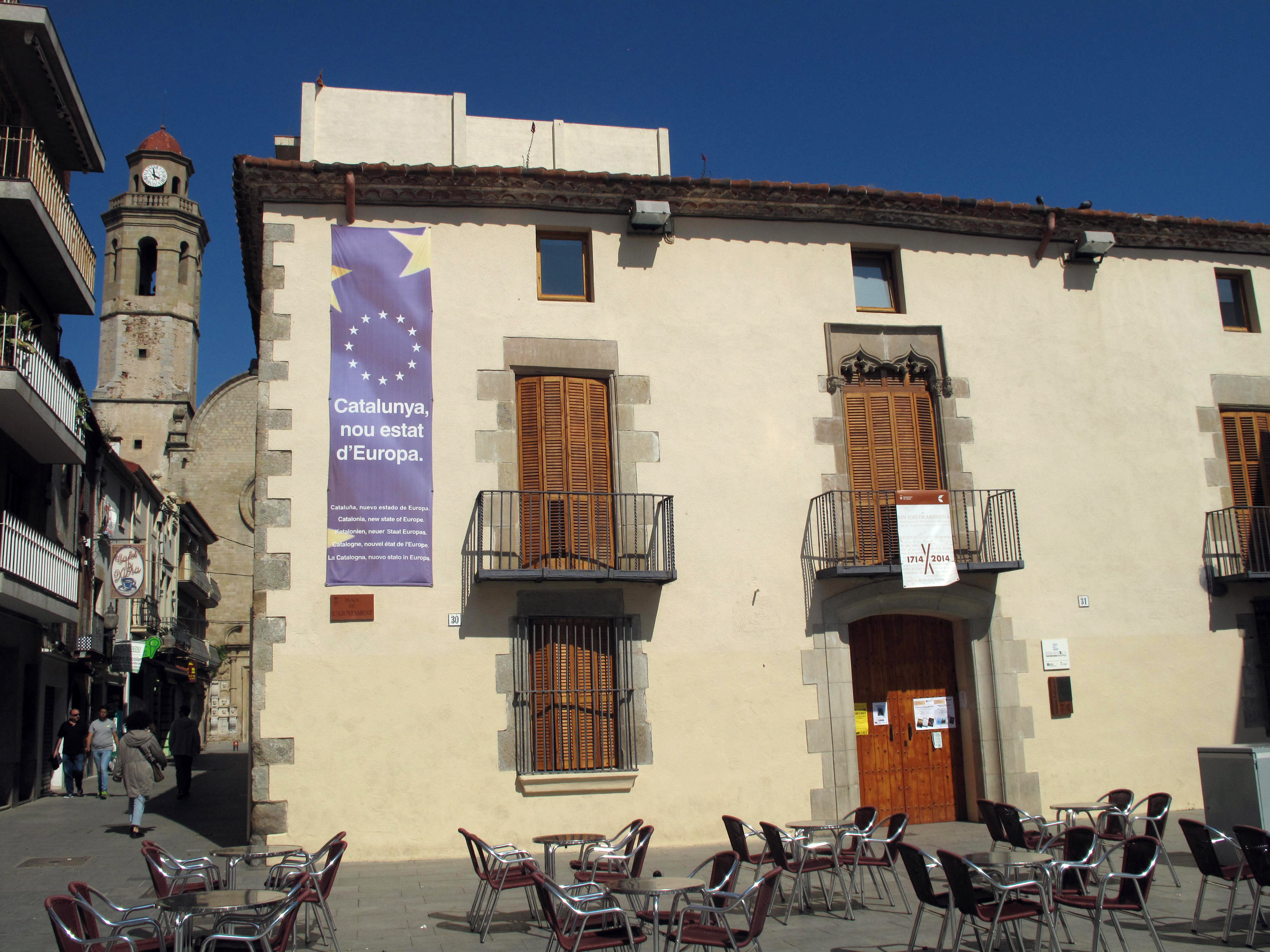
Can Salvador de la Plaza

Can Bartrina. Casa solariega de los Coma de Capaspre, con escudo sobre la puerta, y también de los Bataller y después de los Delgado, notarios barceloneses. Sus elementos singulares son la portada, los ventanales, sus esgrafiados clásicos y la torre defensiva para proteger la fachada, con cantoneras de piedra y coronada con un matacán del que sólo quedan las ménsulas que lo sostenían. El conjunto, junto con la torre de defensa, quedó completado en el siglo XVI.
Can Basart. Antiguamente había sido la casa de la familia Pla, que enlazó con la familia Basart a principios del siglo XVIII. La casa es de estilo barroco y parte de la fachada conserva los esgrafiados con motivos geométricos.
(Fuentes: Ruta Renacentista / "Compilación Histórica de Calella", de Domingo Mir. Ed. Cedro, 1982)
Faro de Calella Es uno de los símbolos más característicos de la ciudad. Está situado en la cima del Capaspre, el mismo lugar donde se había alzado una antigua torre medieval. Fue inaugurado en 1859, con una linterna de luz de aceite de oliva. El faro albergaba la vivienda del farero en planta baja, y tanto la linterna como el edificio ha sufrido varias modificaciones a lo largo del tiempo. Desde 2011 alberga el Centro de Interpretación del Faro de Calella, donde se explican las relaciones de comunicación del faro hacia su entorno.

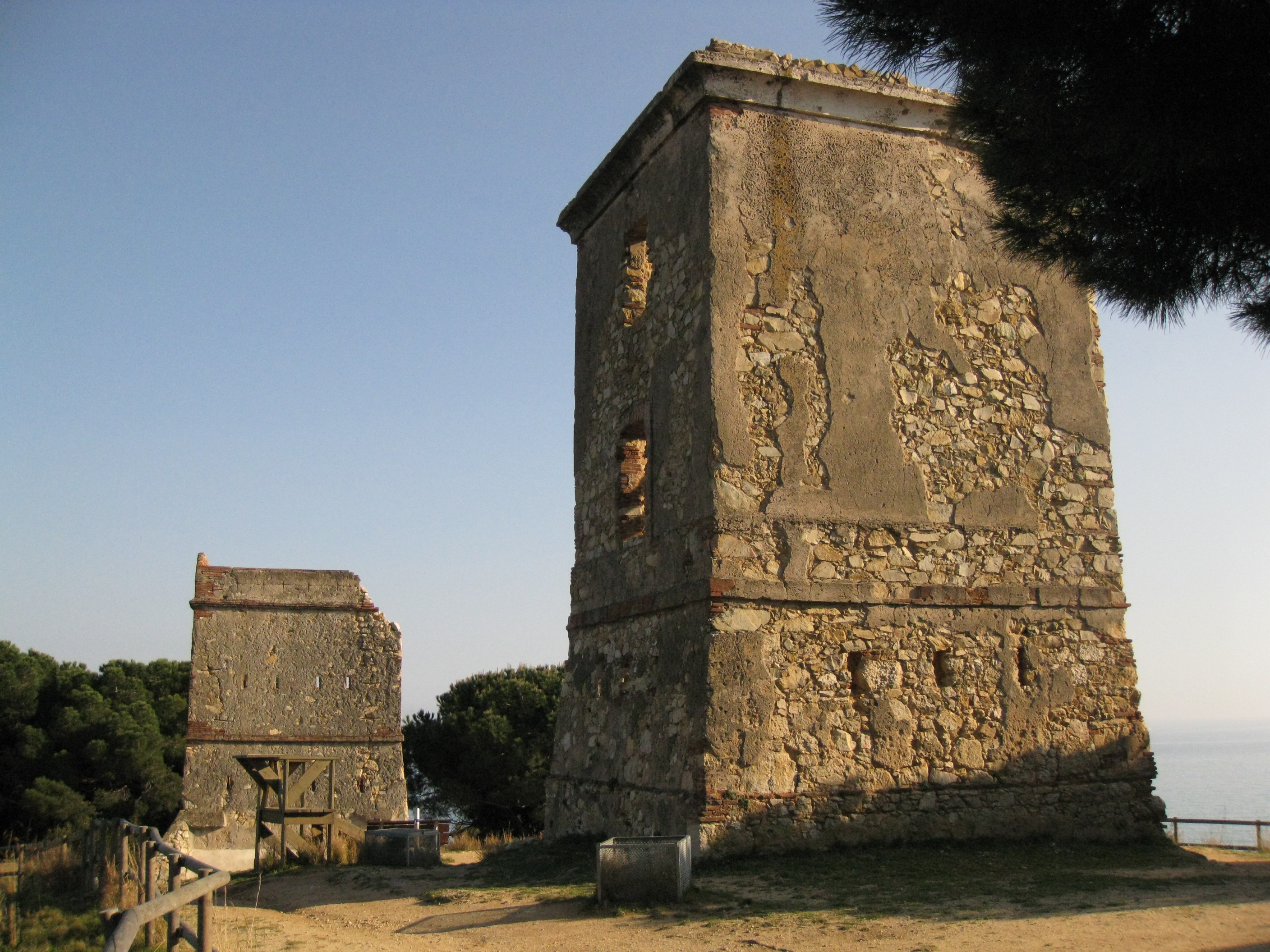
Torretas

Las Torretes. A mediados del siglo XIX fueron construidas en la cima del Capaspre dos torres, una de uso civil y el otro militar, destinadas a la transmisión de señales ópticas mediante el sistema de telegrafía óptica.
Parque Dalmau. Extensa zona verde situada en el centro de la ciudad, proyectada a finales de los años 20 del siglo XX a partir de la compra del terreno de la finca de Can Pelayo por parte del Ayuntamiento, presidido entonces por Jaume Dalmau. Es un paraje único para pasear y disfrutar de la naturaleza, con un itinerario botánico y parajes como la Fuente de los Leones o el Patio del Oso. Acoge anualmente el Encuentro de la Sardana y varios actos culturales y festivos. Dentro del parque se construyó, en 1937, un Refugio Antiaéreo por proteger a la población de los bombardeos de la Guerra Civil.
Paseo marítimo Manuel Puigvert. Paralelo a la playa se extiende este paseo arbolado con plataneros centenarios, que se ha convertido uno de los iconos de la ciudad. El alcalde Manuel Puigvert (1843-1913) embelleció este entorno transformándolo en un lugar de ocio y relación social, un espacio ideal para disfrutar de la sombra y la brisa marina de las calurosas tardes de verano. Jeroni Martorell haga construir una magnífica balaustrada ornamentada con farolas, copas y escalinatas. En el paseo se desarrollan, entre otras muchas actividades, la Feria de Calella y el Alt Maresme o la prueba deportiva Ironman.
Mercado Municipal. Edificio de estilo novecentista construido en 1927 en la antigua plaza del Hostal (o del Rey). Consta de una sola nave de 15x24 metros, y un porche en la fachada principal de la calle San Juan. A su lado hay una torre de aguas parecida a la del matadero. El mercado disponía de un anexo de porches cubiertos en el otro lado de la carretera, del mismo estilo, ya desaparecidos.
Biblioteca Popular Costa i Fornaguera (Antigua biblioteca Costa y Fornaguera). El edificio, que sigue el estilo novecentista del mercado y el matadero, fue proyectado como grupo escolar y se inauguró en 1923, bajo la alcaldía de Narciso Baronet. Más tarde, en 1931, se instaló la biblioteca popular en la primera planta. La planta baja se divide en dos alas alrededor de un patio central, mientras que la entrada principal de la fachada consta de un porche con columnas clásicas que soportan arcos de medio punto. Actualmente es la sede de la guardería municipal El Carrilet.
Antiguo Matadero Municipal. Construcción novecentista, coetánea del mercado y la biblioteca, inaugurada en 1927. Originalmente presentaba unas construcciones anexas para los corrales, cámaras frigoríficas o la casa del vigilante. A su lado también se construyó una torre de aguas.

### Principales eventos culturales

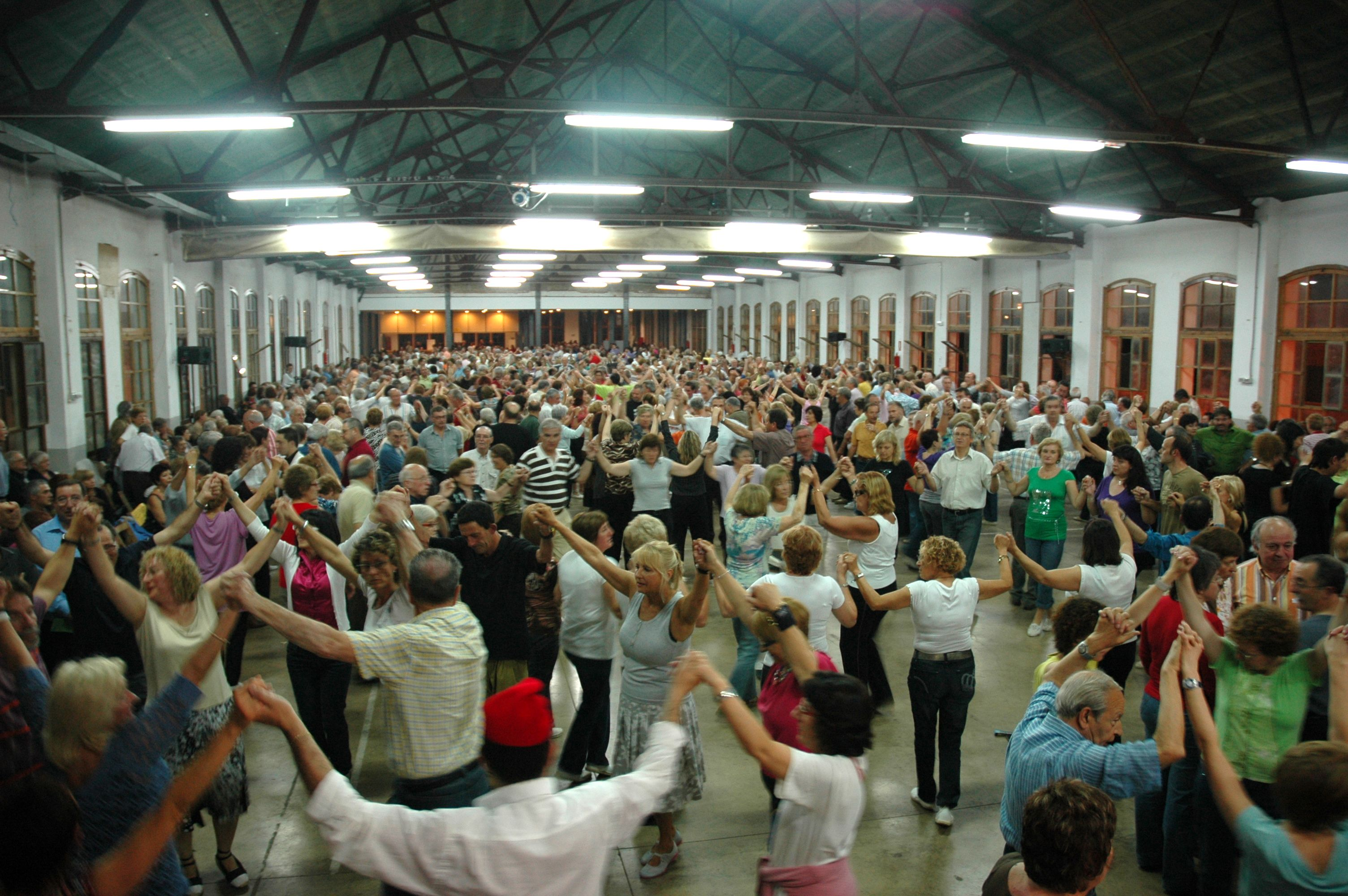
Aplec de Calella - Fàbrica Llobet

- Romería de la Sardana: el primer domingo de junio. Se celebra desde 1926.
- Fiesta mayor pequeña: 16 de junio, en honor de San Quirce y Santa Julita.
- Fiesta mayor de la Minerva: 23 de septiembre
- Fira de Calella y el Alt Maresme: la feria, celebrada en septiembre, exhibe tradiciones Catalanas
- Fiesta de la Cerveza (Oktoberfest)
- Desfile de Carnaval del Alt Maresme
- Semana de la Salud
- Festival de Canto Coral Europeo
- Screamin' Festival
- Calella Film Festival
- Festival Noches de Verano en Calella
- Festival Internacional de Folclore "Alegría"
- Calella Folk Festival
- Calella Rockfest Festival
- Festival Internacional "Canta al Mar"
- Jornadas Internacionales Folklóricas de Cataluña
- Feria del Libro
- Feria Medieval

## Galeria de fotos

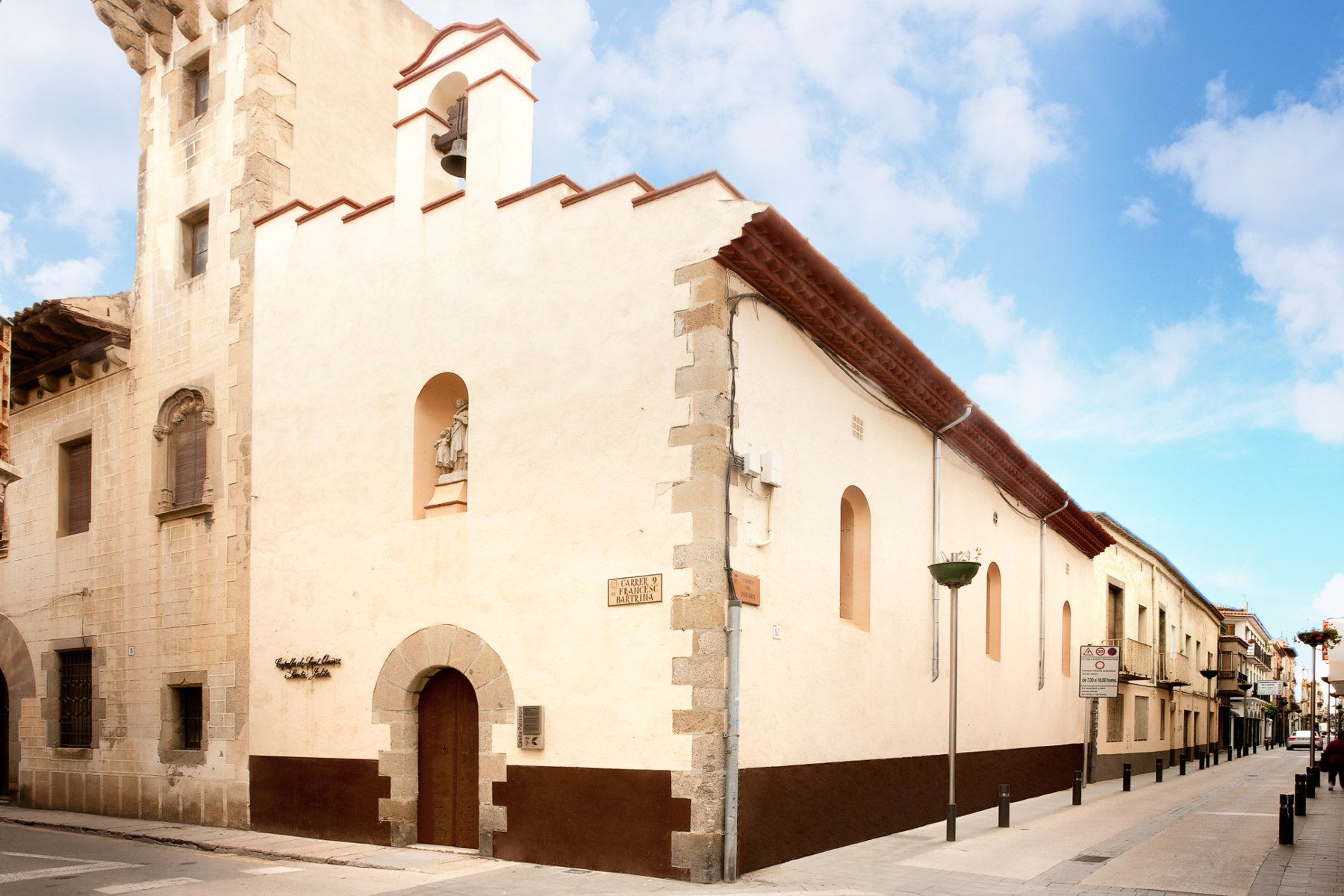
Sant Elm de Calella
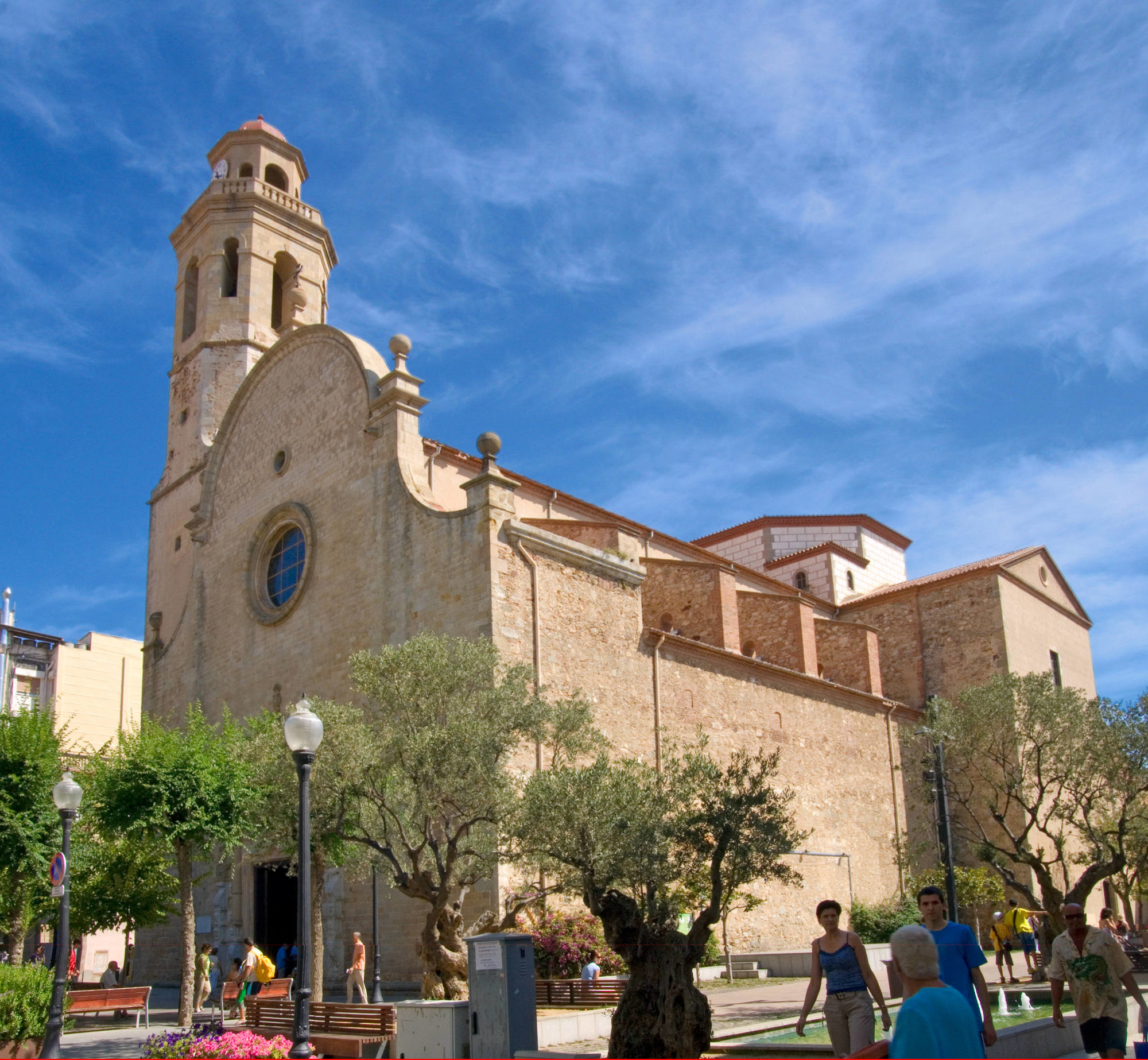
Santa Maria i Sant Nicolau
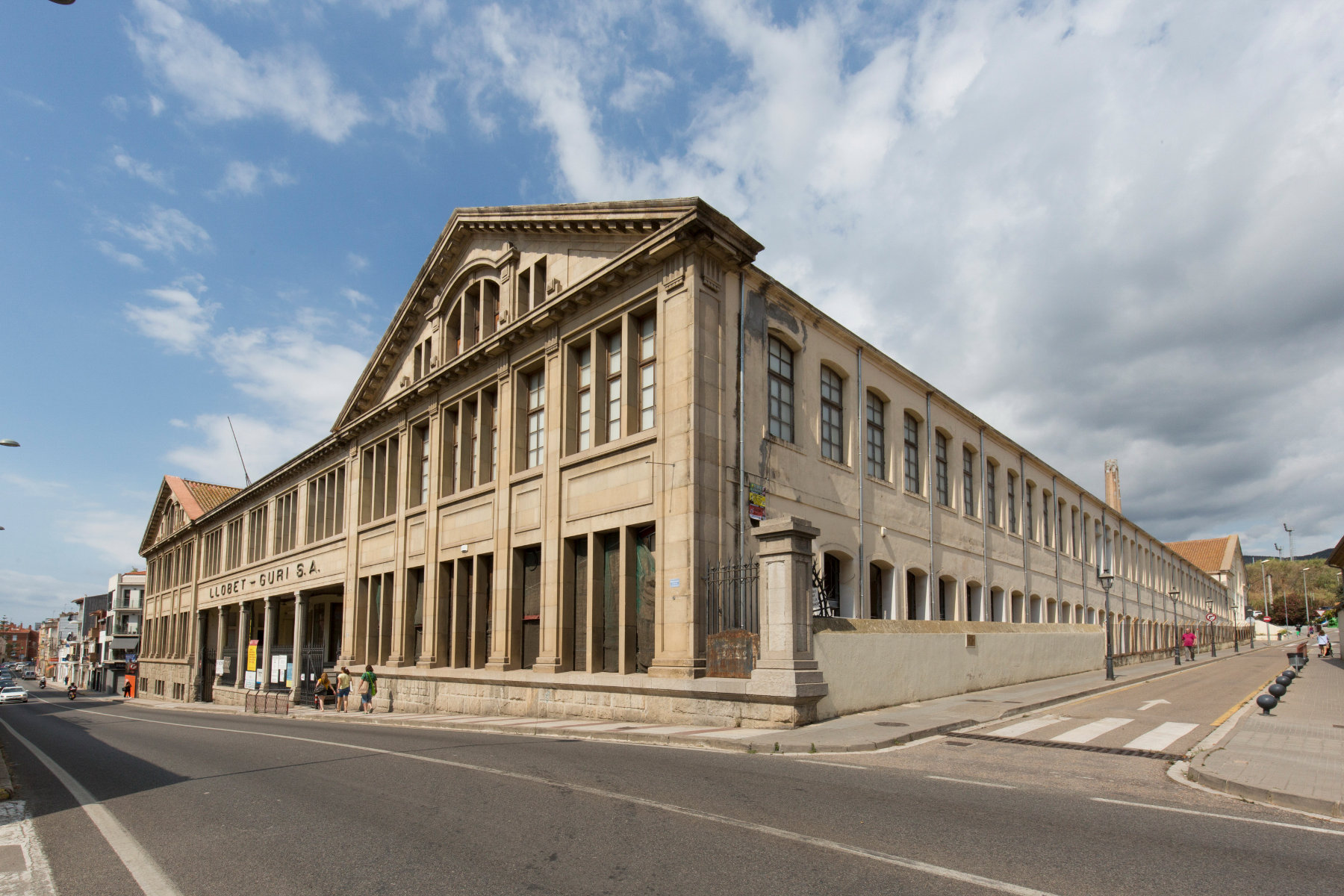
Fàbrica Llobet-Guri
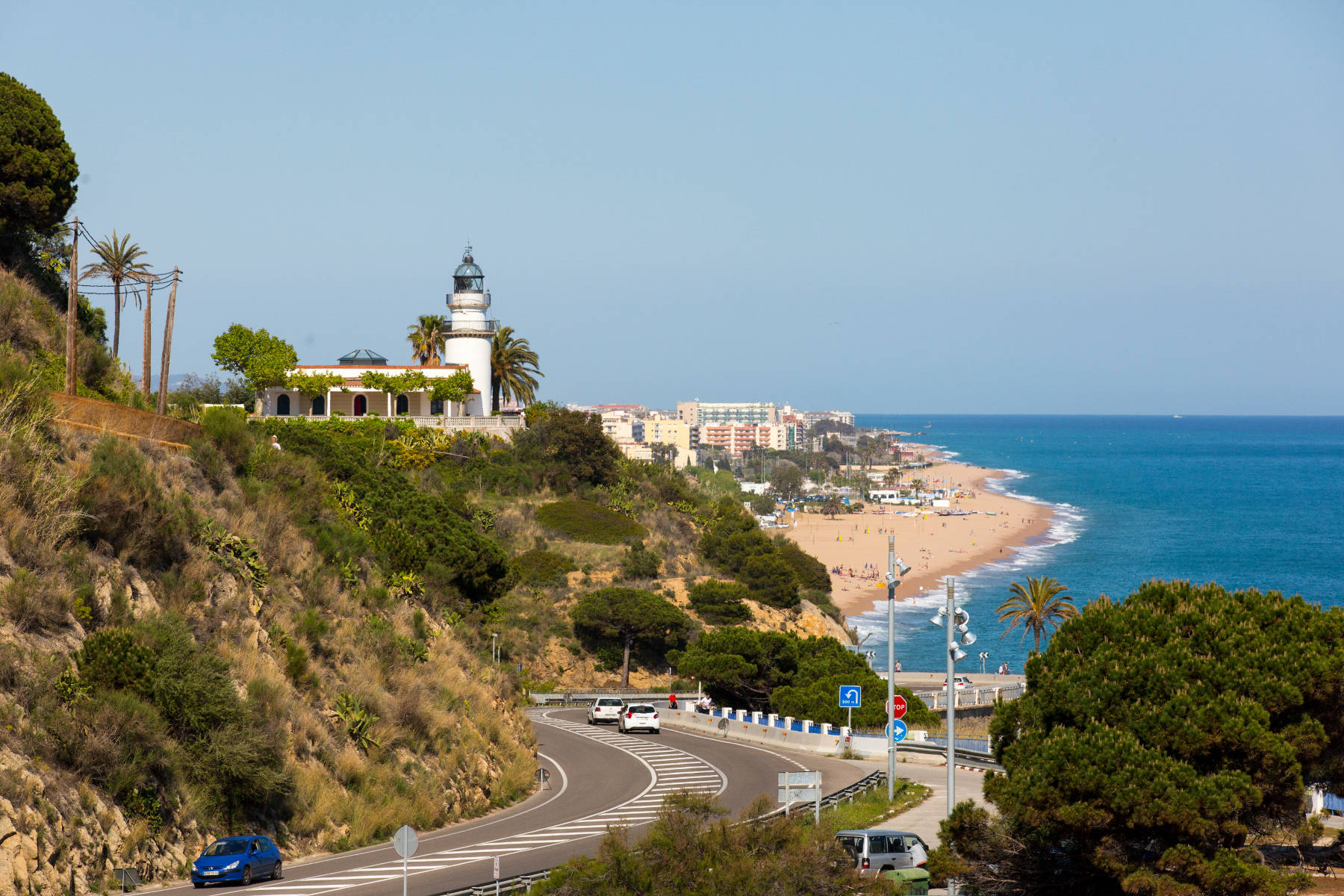
Far de Calella
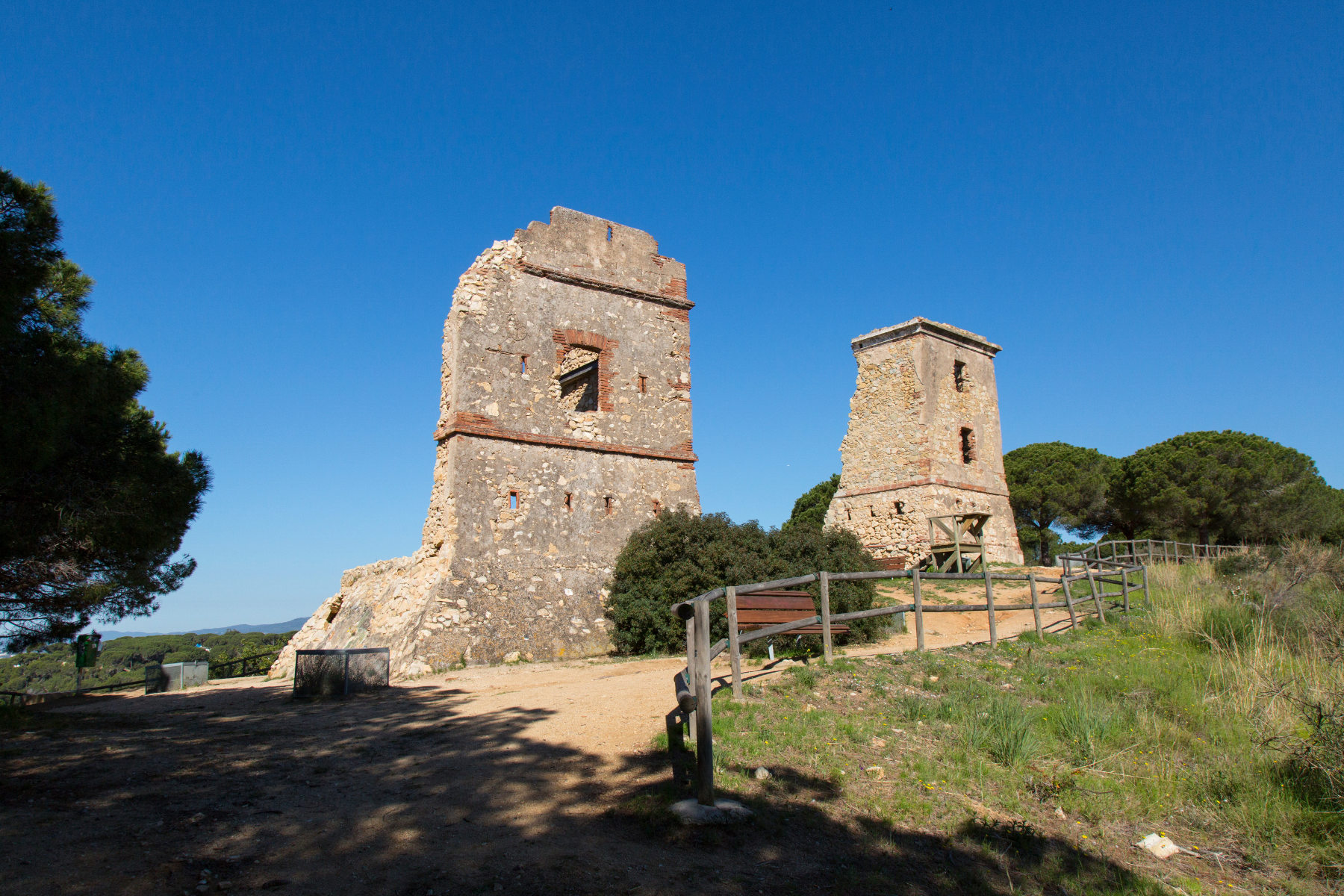
Les Torretes
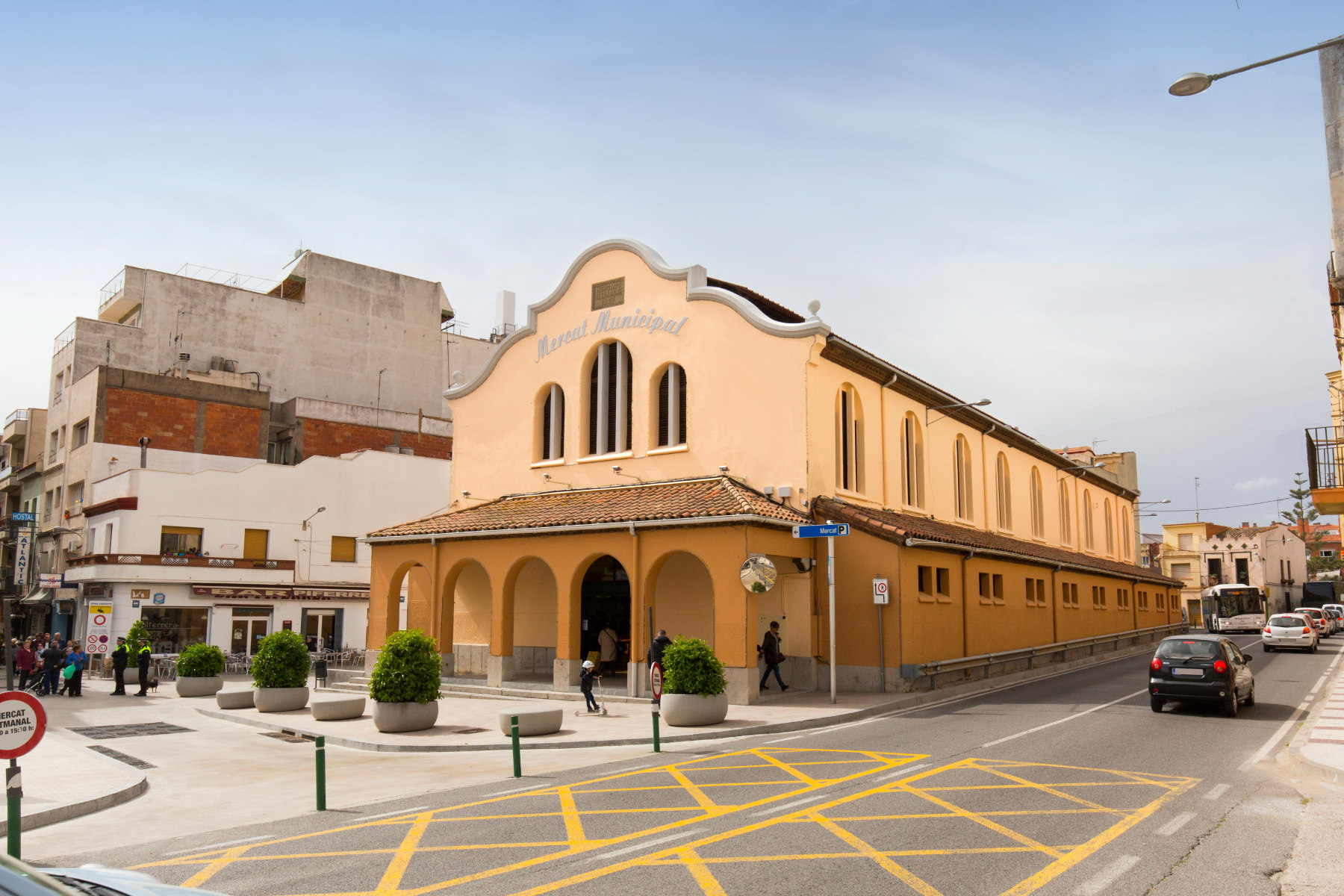
Mercat Municipal de Calella
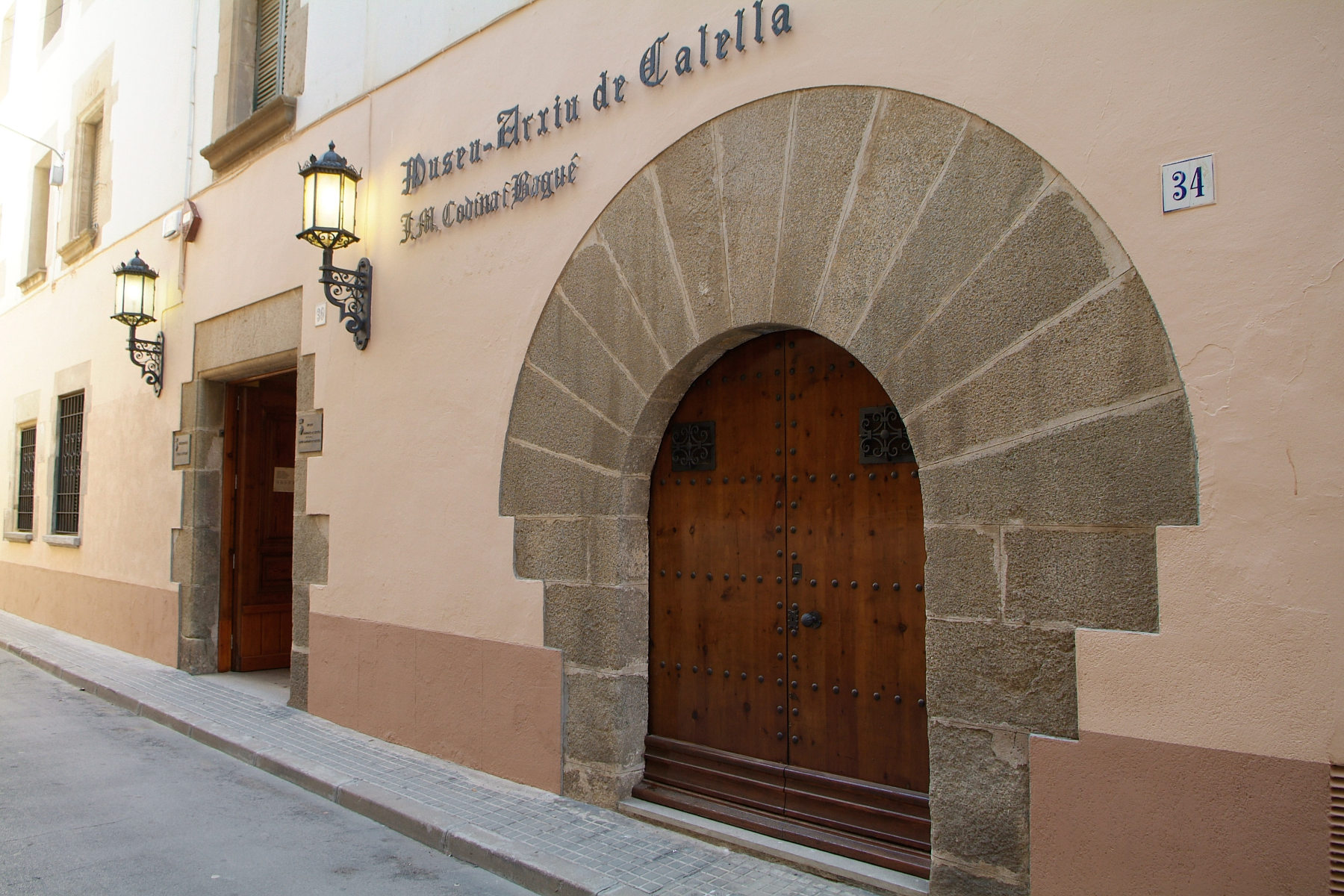
Museu Arxiu Municipal de Calella Josep Maria Codina i Bagué
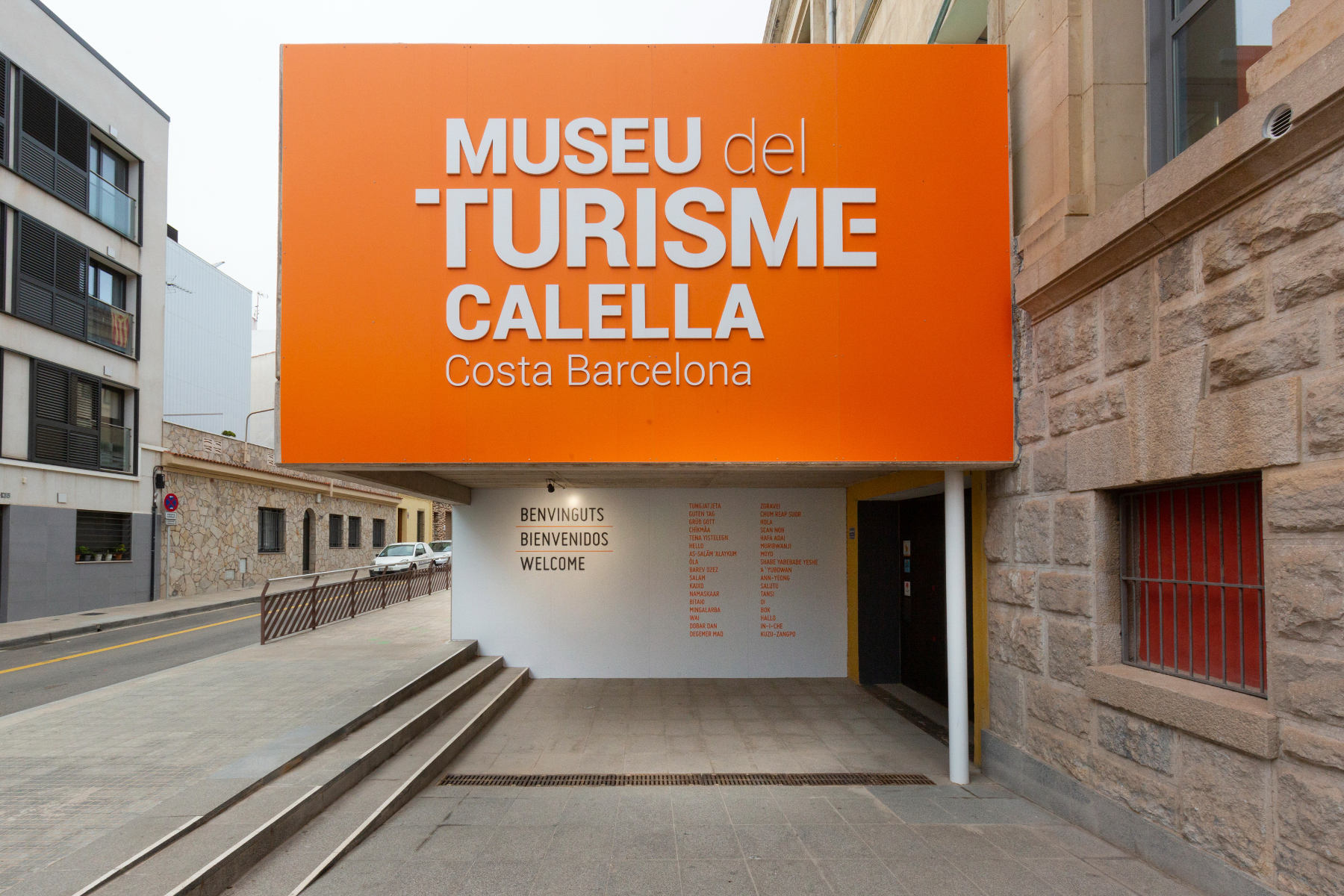
Museu del Turisme
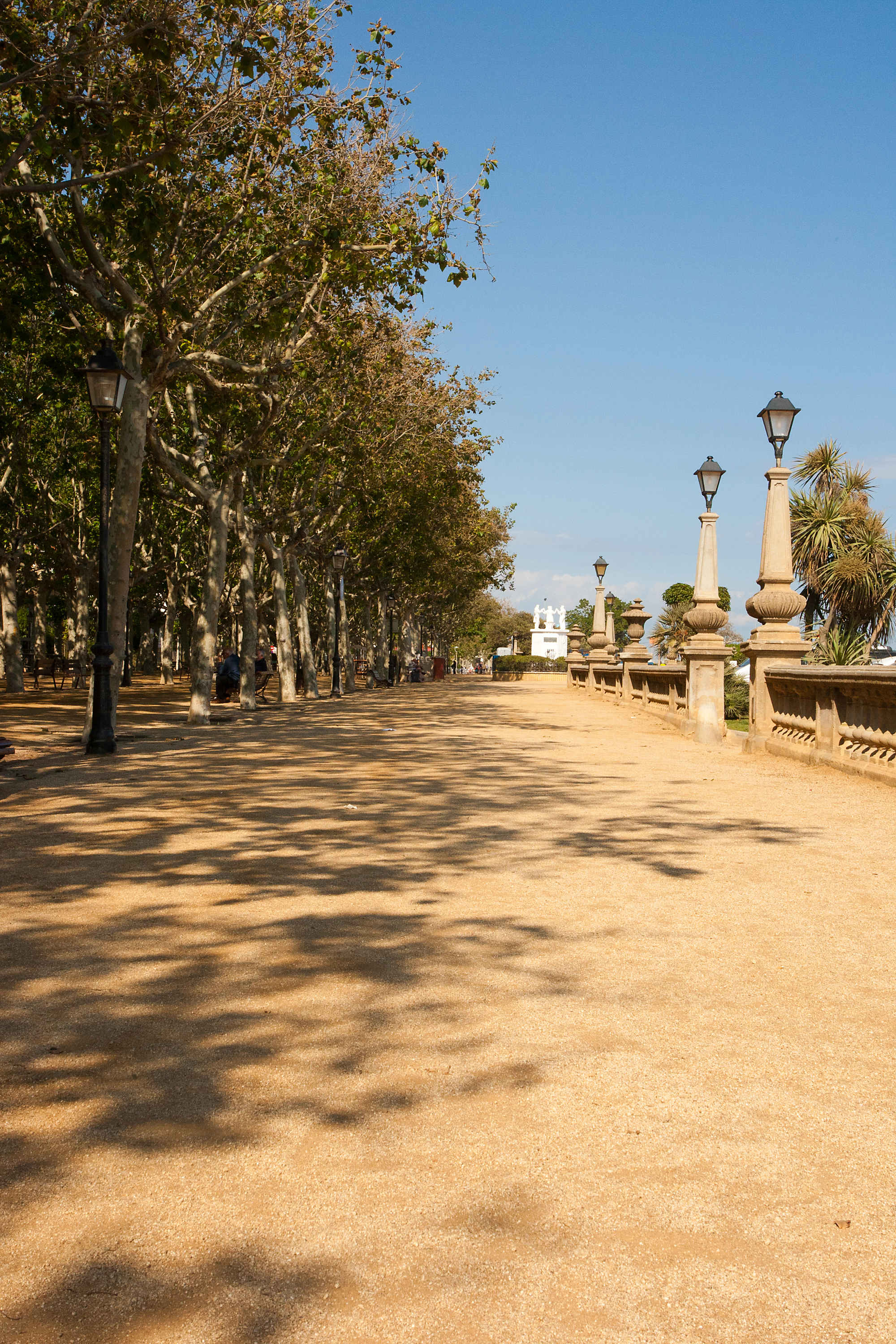
Passeig de Mar Manuel Puigvert
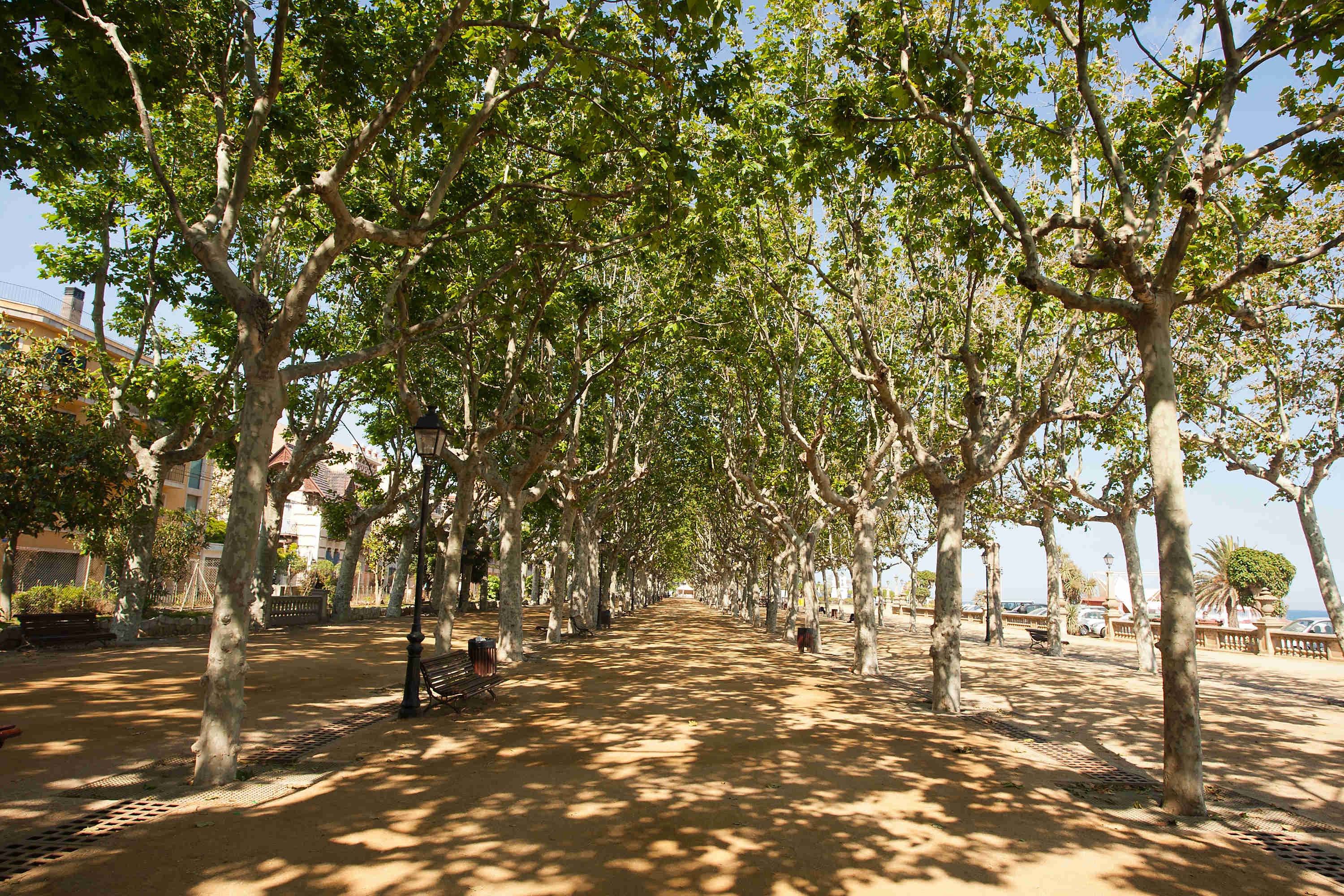
Passeig de Mar Manuel Puigvert
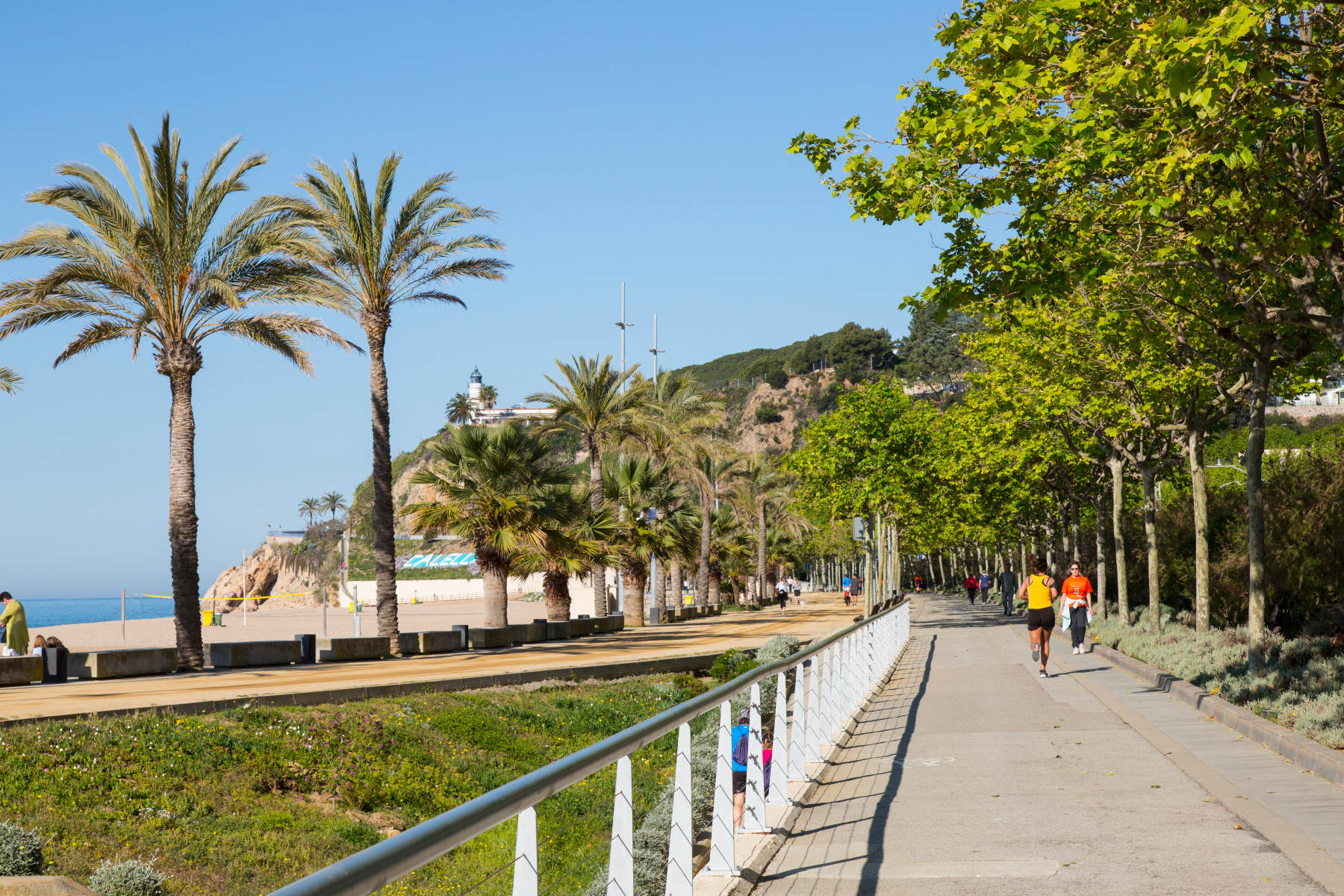
Passeig Garbí
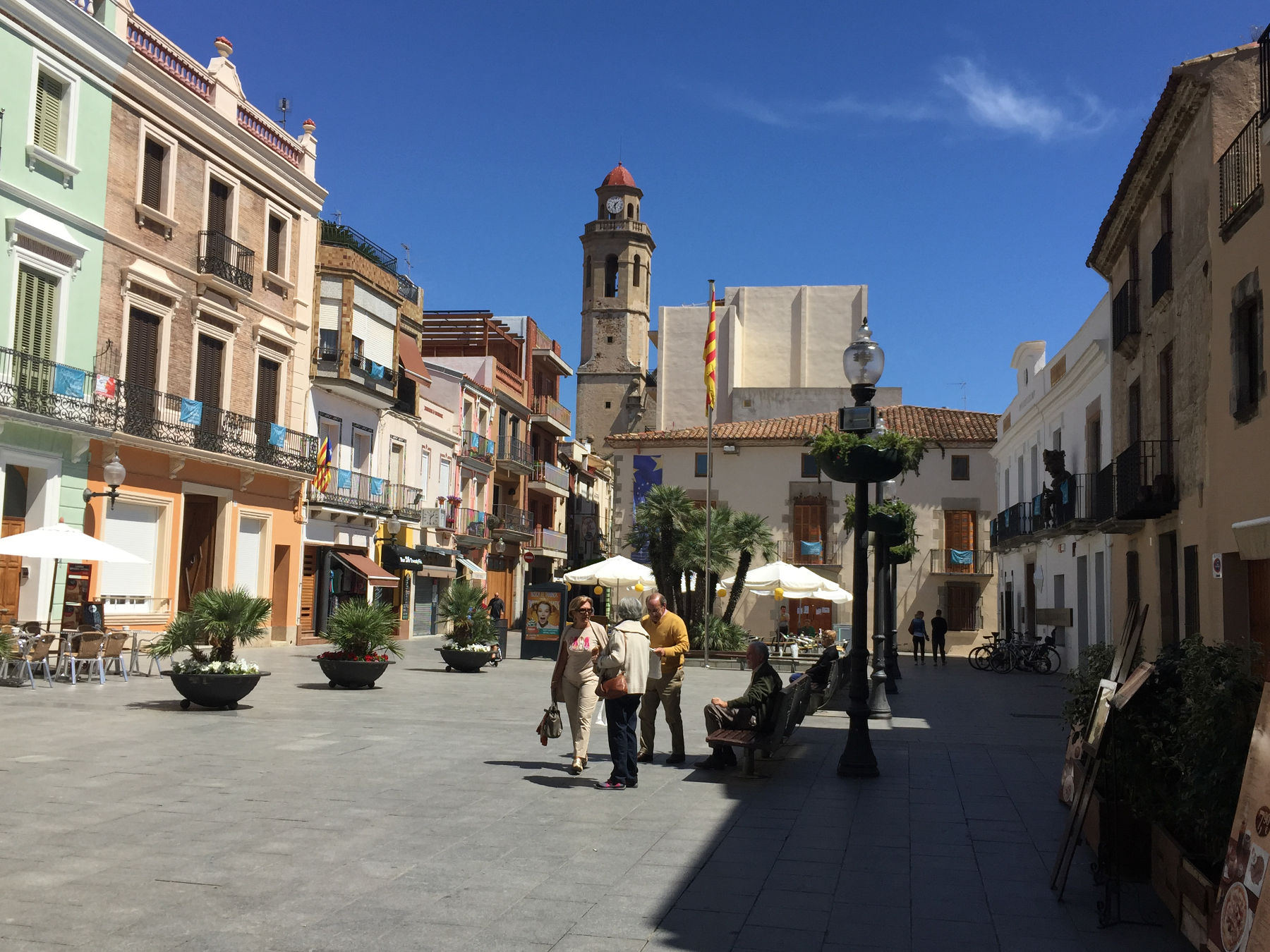
Plaça de l'Ajuntament
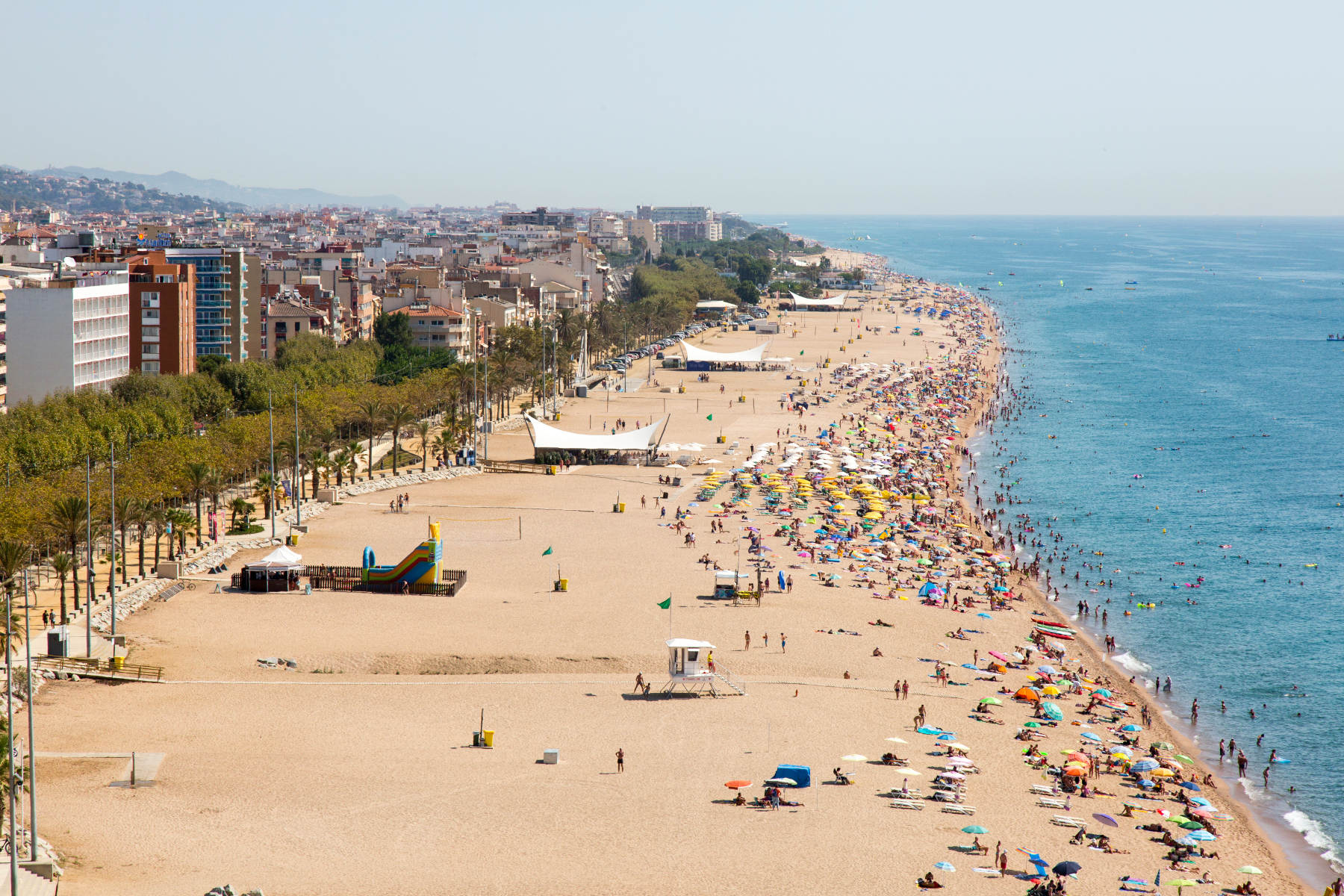
Platja de Calella
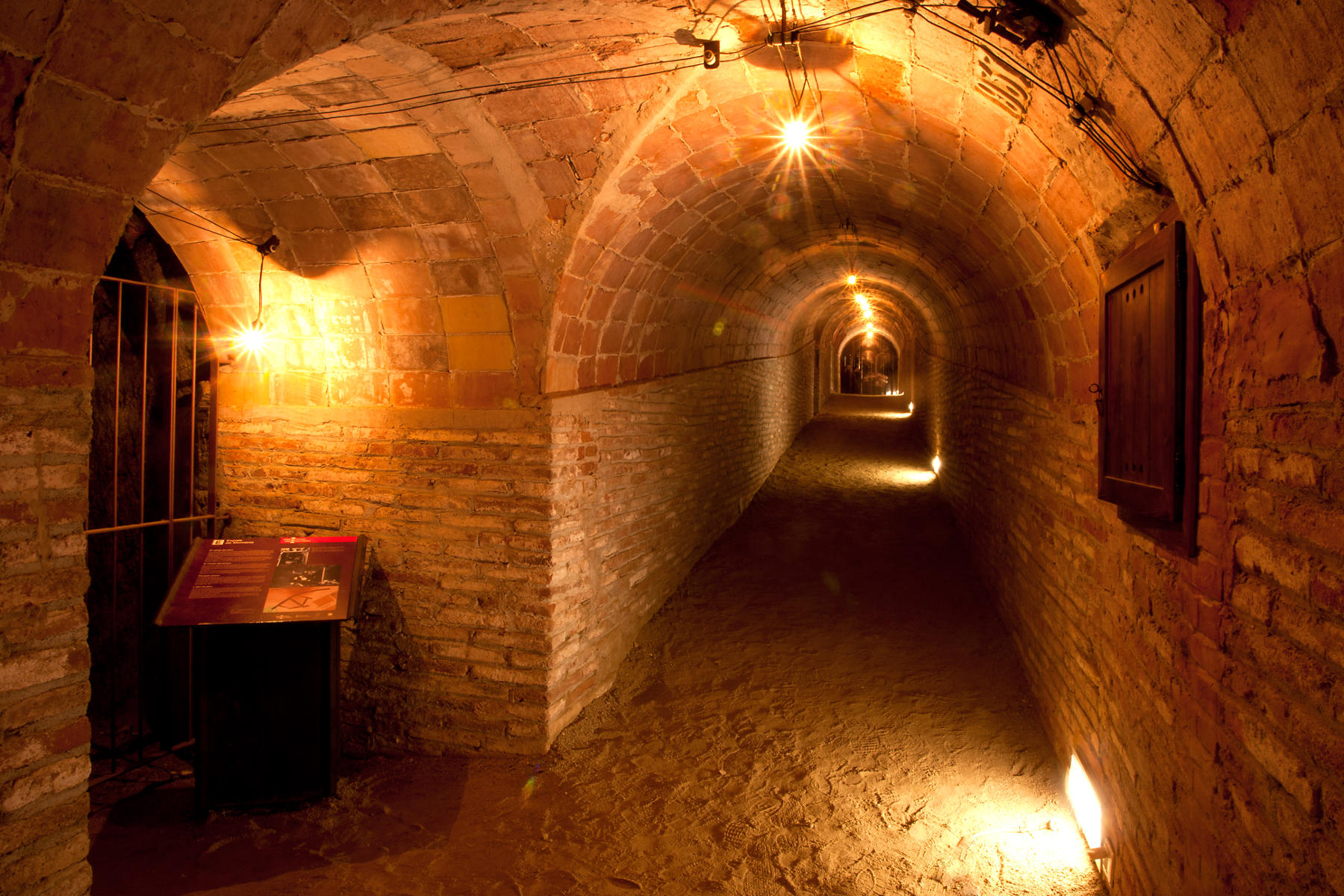
Refugi antiaeri del Parc Dalmau
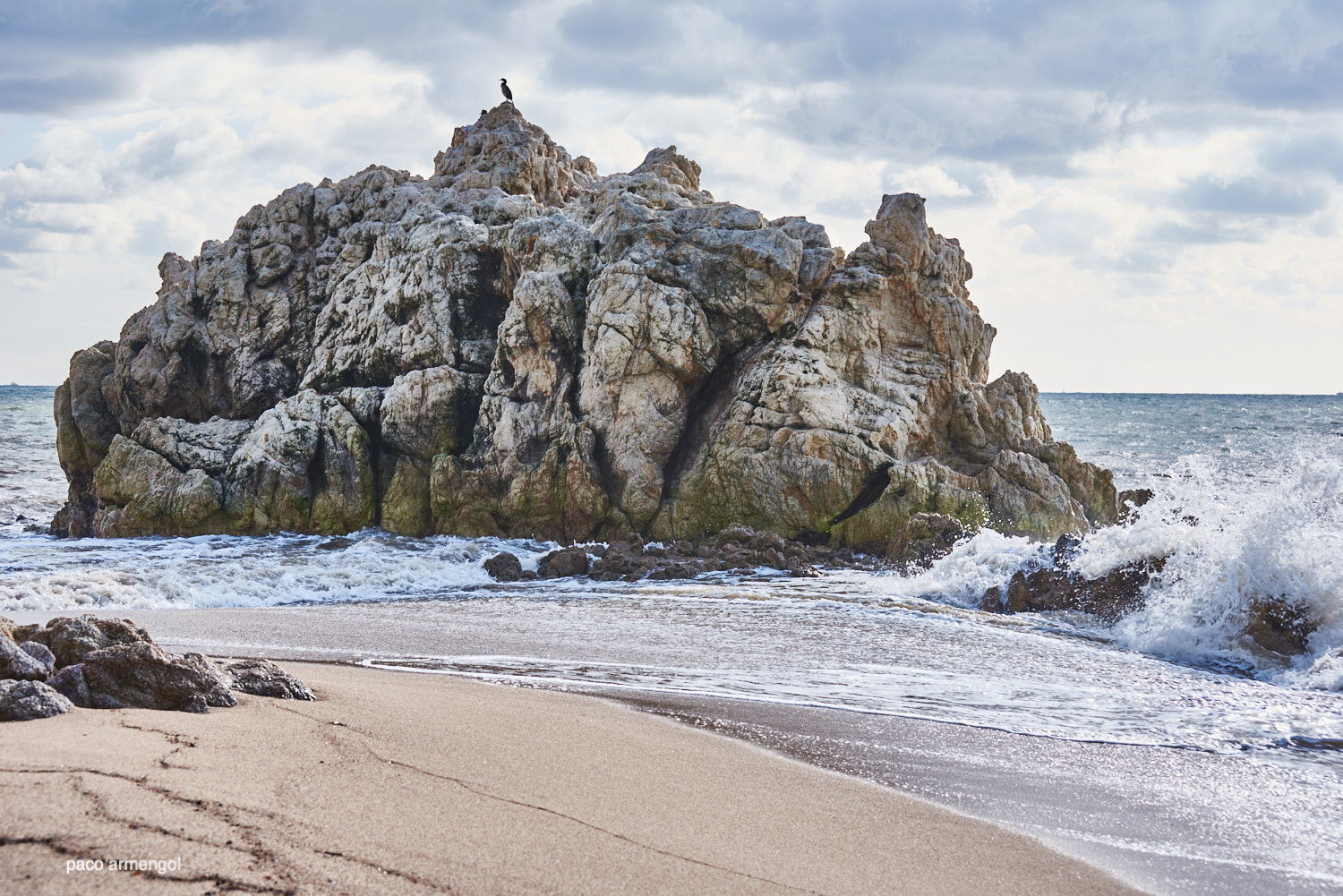
Roca Grossa
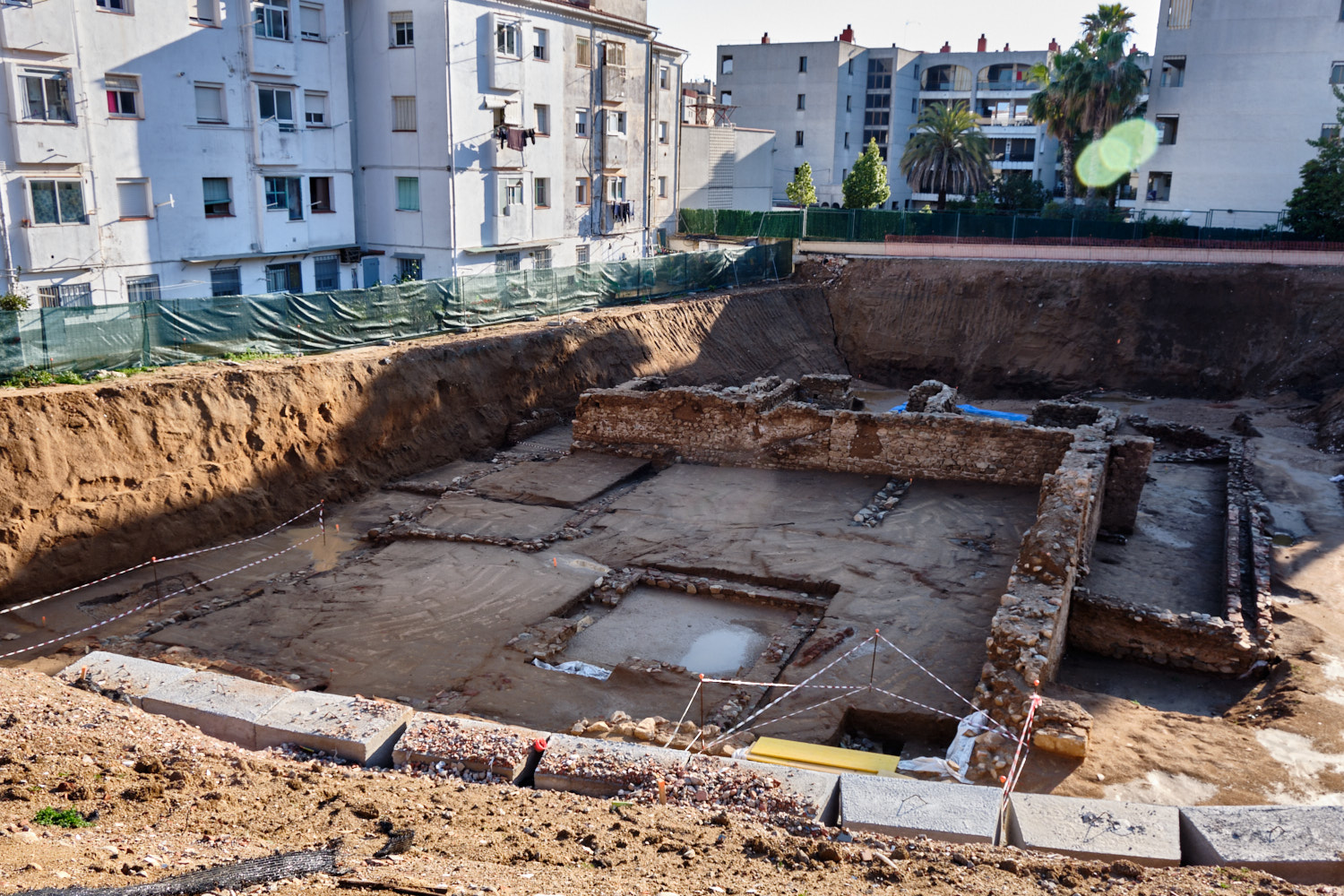
Jaciment arqueològic romà de Calella
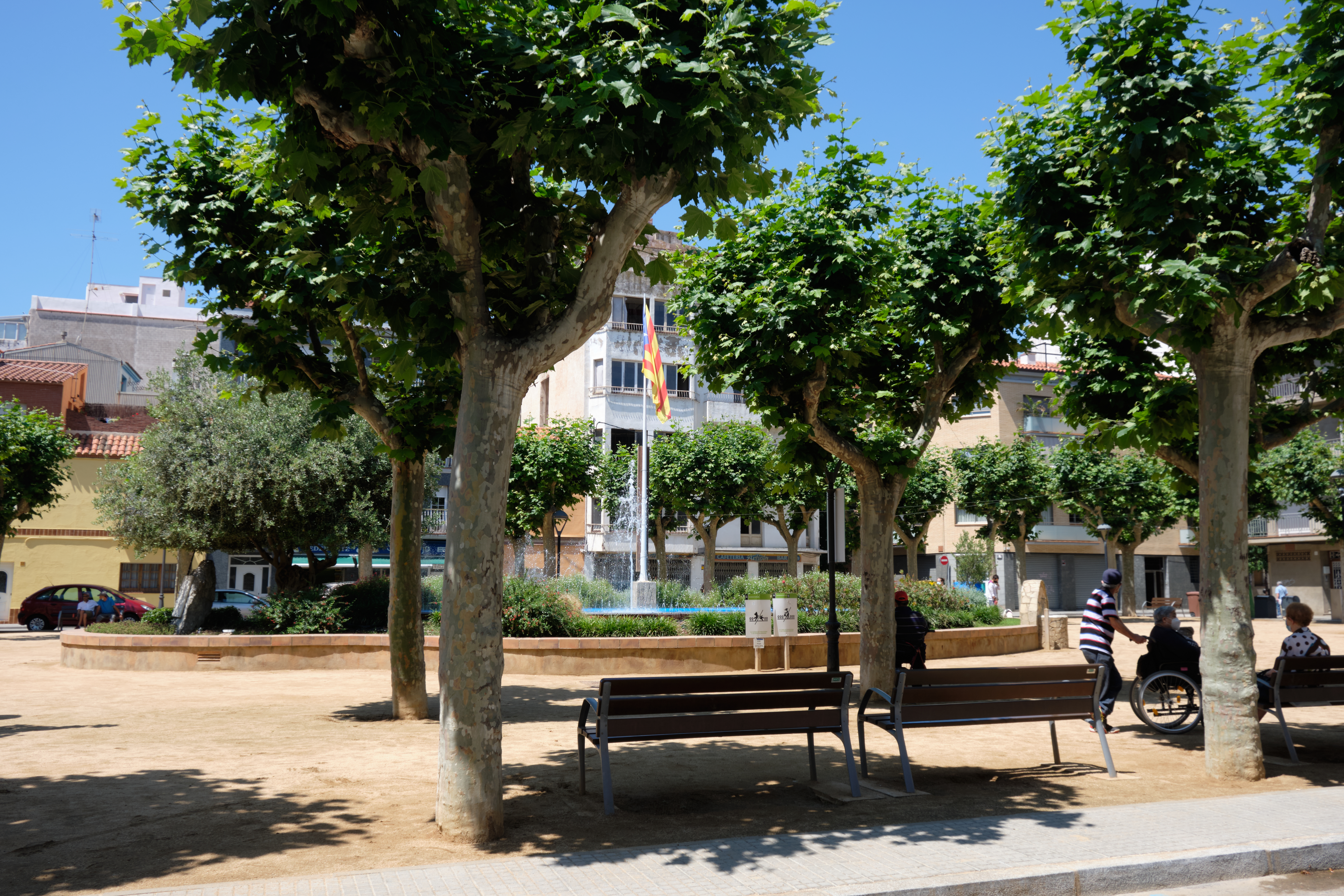
Plaça de Catalunya
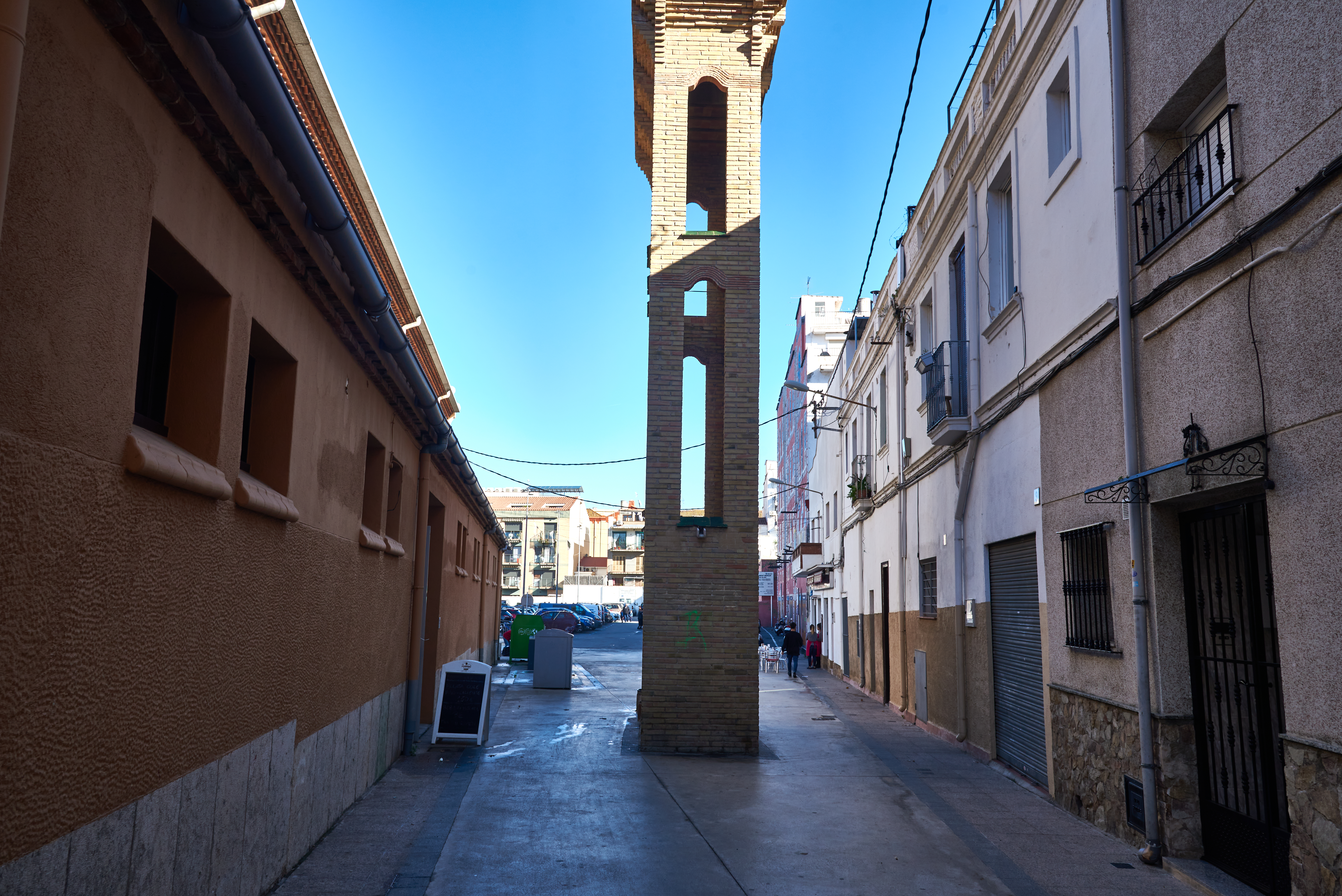
Plaça de l'1 d'octubre